# فوميفريدو دي سيشيليا
فوميفريدو دي سيشيليا (بالإيطالية: Fiumefreddo di Sicilia)‏ هي بلدة تقع على ساحل البحر الأيوني على جزيرة صقلية. وتتشارك هذه البلدة حُدودها مع مُديريات كالاتابيانو في الشمال وماسكالي في الجنوب وبييديمونت إتنيو في الغرب.
أخذت البلدة اسمها من «نهر فيوميفريدو» الذي يَتدفق عبر حدود المنطقة. تعني كلمة «فيوميفريدو» أدبياً «النهر البارد»، وذلك نسبة إلى أن مَصدر ماء النهر هو الثلج المُذاب في جبل إتنا. تقع فيوميرفيدو دي صقلية قربة مراكز إتنا السياحية الكبيرة،

## السكان
في سنة 1861 بلغ عدد السكان 1٬426 نسمة، وتطور العدد ليصل في سنة 2011 لـ 9٬690 نسمة.
يظهر هذا المخطط البياني تطور النمو السكاني لـ فوميفريدو دي سيشيليا

## التاريخ
يَنبع من الساحل الغربي لصقلية عند جنوب نهر ألكانتارا قرب مُنحدرات جبل إتنا الشديدة نهر صغير من بين صخور الحمم البُركانية، وهو يَتدفق باتجاه البَحر، وقد سُمي بـ«فيوميفريدو» («النهر البارد») نسبة إلى برودته الشديدة والاستثنائية. يَتدفق هذا النهر عبر سهل، وقد قال «كلوفيريو» أن الإغريق قد أسسوا على هذا السهل مُستعمرة «ناسو». ومع أن بعض المُؤرخين قالوا أن موقع ناسو هو في «كيب تشيسو»، فدق وَصف الكتاب القدماء المدينة الجديدة بأنها كانت وقاعة بين نهريْ الأونوبولا في الشمال والأكيساين في الجنوب.
1. ↑  "Superficie di Comuni Province e Regioni italiane al 9 ottobre 2011" (بالإيطالية). Istituto nazionale di statistica. Retrieved 2019-03-16.
2. ↑   https://demo.istat.it/?l=it. {{استشهاد ويب}}: |url= بحاجة لعنوان (مساعدة) والوسيط |title= غير موجود أو فارغ (من ويكي بيانات) (مساعدة)
3. ↑  بيانات من موقع ISTAT - Istituto nazionale di statistica (ISTAT);  اطلع عليه بتاريخ 28-12-2012. "نسخة مؤرشفة". مؤرشف من الأصل في 2019-08-03. اطلع عليه بتاريخ 2020-02-05.{{استشهاد ويب}}:  صيانة الاستشهاد: BOT: original URL status unknown (link)